# Obrowiec-Kolonia
Obrowiec-Kolonia – część wsi Obrowiec w Polsce położona w województwie lubelskim, w powiecie hrubieszowskim, w gminie Hrubieszów.